# 1993年鐵路
此條目列出1993年發生有關鐵路運輸的事件。

## 事件

### 1月
- 1月10日：九廣鐵路九廣輕鐵天水圍支線第一階段通車，暫時以天瑞站為終點站。
- 1月15日：果川線衿井站至仁德院站通車。

### 2月
- 2月21日：芝加哥交通管理局設立紅線與綠線。

### 3月
- 3月3日：福岡市地下鐵1號線由博多站延長至福岡機場站，同時1號線改名為機場線，2號線改名為箱崎線。
- 3月4日：大阪市營地下鐵堺筋線由動物園前站延長至天下茶屋站。
- 3月18日：橫濱市營地下鐵3號線由新橫濱站延長至薊野站，東海交通事業城北線延長至枇杷島站。
- 3月20日：神戶市營地下鐵西神延神線開設西神南站。
- 3月28日：那不勒斯地鐵1號線（英语：Line 1 (Naples Metro)）通車。
- 3月31日：越後交通長岡線停運。

### 4月
- 4月1日：京濱急行電鐵機場線延長至羽田站，函館市電部分路段停運，南海電鐵天王寺支線（日语：南海天王寺支線）停運。
- 4月18日：南海電氣鐵道南海本線和高野線岸之里站與玉出站合併至岸里玉出站。
- 4月21日：首爾地鐵4號線延長至堂嶺站。

### 5月
- 5月23日：法國高速鐵路北線通車，由巴黎北站至阿拉斯站。
- 5月28日：上海軌道交通1號線通車。

### 7月
- 7月31日：聖路易斯輕軌通車。

### 8月
- 8月12日：名古屋市營地下鐵鶴舞線由庄內綠地公園站延長至上小田井站，並開始與名古屋鐵道犬山線直通運行。

### 9月
- 9月26日：法國高速鐵路北線阿拉斯站至里爾歐洲站通車。
- 9月27日：東京單軌電車羽田線（現為羽田機場線）延長至羽田機場站[1]。

### 10月
- 10月30日：首爾地鐵3號線延長至水西站。
- 10月31日：中途快速交通路線啟用，來往中途國際機場與盧普區。

### 11月
- 11月13日：柏林地鐵重開被柏林圍牆分隔的路線。

### 12月
- 12月：昆玉鐵路通車。
- 12月20日：下諾夫哥羅德地鐵索爾莫沃-梅謝爾斯基線（英语：Line 2 (Nizhny Novgorod Metro)）通車。